# فيزياء حرارية

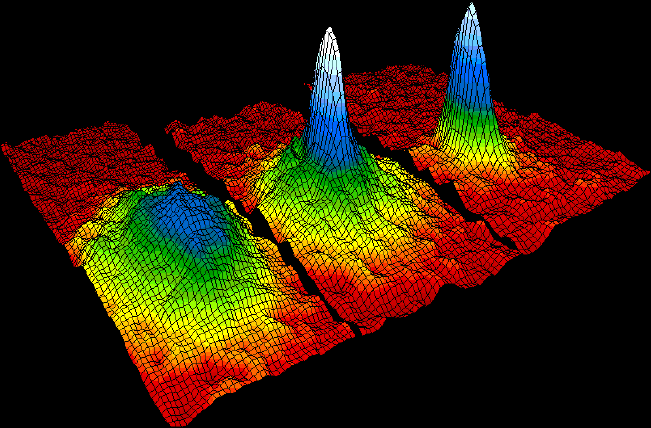
تكاثف بوز وأينشتاين

الفيزياء الحرارية هي دراسة مشتركة لكل من الديناميكا الحرارية، الميكانيكا الإحصائية، و النظرية الحركية. عادة ما يدرسها طلاب الفيزياء والدوال لكي يحصلوا على مقدمة عامة إلى كل من الثلاثة المواضيع الأساسية المرتبطة بارتفاع درجات الحرارة. وتعتبر الفيزياء الحرارية بشكل عام محصلة للديناميكا الحرارية والميكانيكا الإحصائية فقط.